# Нодена

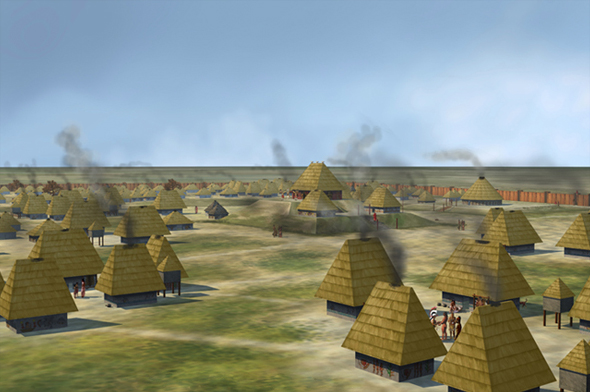
Нодена около 1539 г., художник Херб (Эронимус) Рау (Herb Roe).

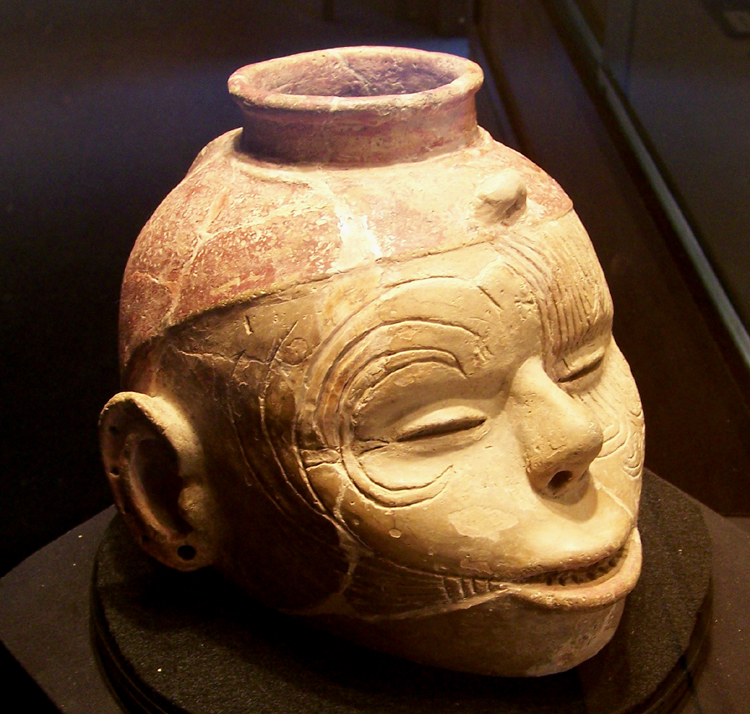
Фигурный сосуд в виде головы человека, найден в Нодене, музей Хэмпсона (Hampson Museum)

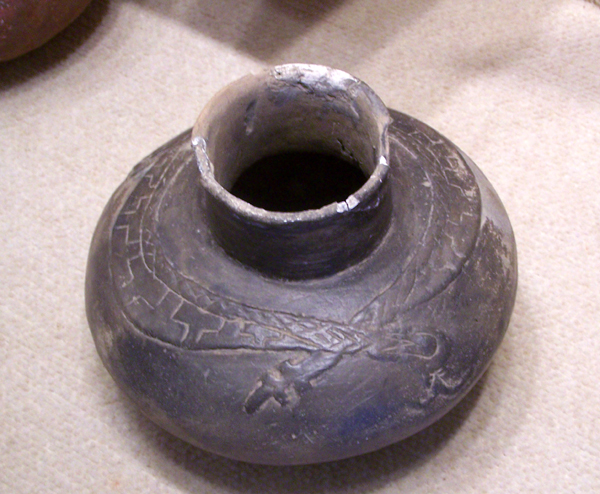
Сосуд из Нодены

Нодена — археологический памятник в США, расположенный в округе Миссисипи штата Арканзас к востоку от города Уилсон в штате Арканзас и к северо-востоку от города Ревери в штате Теннеси. Около 1400—1650 гг. здесь существовало поселение индейцев, окружённое палисадом, на изгибе реки Миссисипи. В 1964 г. Нодена включена в список Национальных исторических памятников США, а в 1966 г. в Национальный реестр исторических мест.
Нодену обнаружил и впервые документировал археолог-любитель Джеймс К. Хэмпсон, владелец плантации, где был расположен этот памятник. Найденные им артефакты представлены в Хэмпсоновском государственном парке-музее в г. Уилсон, Арканзас.
Памятник Нодена является типовым для Ноденской фазы североамериканской истории. По мнению ряда историков, именно здесь проживало племя пакаха, с которым встретился испанский путешественник Эрнандо де Сото в 1542 году.
В 1900 г. к югу от Нодены был обнаружен скелет мастодонта.

## Культура жителей Нодены
Нодена — типичный памятник позднего этапа миссисипской культуры, который так же известен как «фаза Нодены» (около 1400—1700 гг.). В этот период возникла группа поселений (например, Икер en:Eaker Site) вдоль реки Миссисипи между границей штата Арканзас и озером Вампанокка. Культура Нодены существовала одновременно с комплексом Менард-Ходжес, культурой Уоллс (en:Walls Phase) и культурой Паркин-парка. В начале 1540-х годов испанская экспедиция Эрнандо де Сото, как предполагается, посетила несколько поселений в окрестностях Нодены, принадлежащих племени пакаха, а также Паркин, где обитало конкурирующее племя каски.
Жители Нодены входили в состав юго-восточного церемониального комплекса — широкой сети религиозных традиций и торговых связей, благодаря которой в Нодену попадали кремнистый сланец, раковины брюхоногих моллюсков и некоторые другие экзотические товары.

### Керамика
Большинство индейской керамики, найденной в Нодене, относится к типу Missisippian Bell Plain. Она имела светло-коричневый цвет «буйволовой кожи»), содержала большое количество раковин улиток и не была такой гладкой и лощёной, как другие разновидности местной керамики. Прочие, более редкие виды керамики, имеют намного лучшее качество, в качестве средства для отжига в глину добавлены раковины, размолотые настолько мелко, что она выглядит неотожжённой.
Жители Нодены клали в могилу вместе с телами чашу и сосуд-бутылку, обычно относящиеся к лощёному типу керамики. Формы и роспись погребальной керамики варьировались — от ярких абстрактных украшений и до сложных фигурных сосудов в виде человеческих голов, животных, сцен «охотник и добыча». Ноденская керамика изготавливалась из глиняных полосок, которые затем разглаживались, поскольку доколумбовым гончарам не был известен гончарный круг. Для окраски керамики использовались мазки галенита (белый цвет), гематита (красный) и иногда графита (чёрный); к популярным декоративным мотивам относилась, в частности, белая свастика на красном фоне. Иногда на керамику наносились узоры в виде надрезов (примером является изображение ястреба на фигурном сосуде в виде головы), хотя подобный способ украшения керамики встречается в Нодене редко.

### Деформация черепа

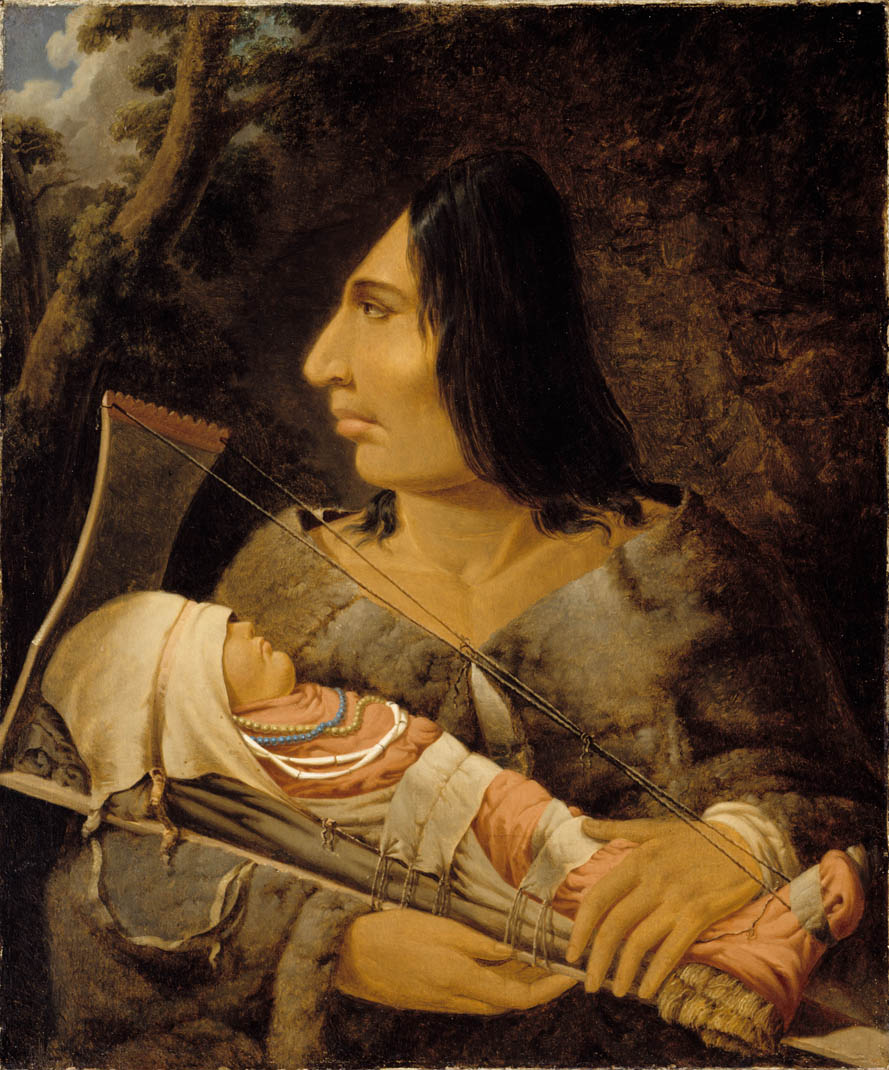
Картина художника Пола Кейна, изображающая чинукскую женщину с деформированным черепом и младенца в колыбели с устройством для деформации черепа

Люди из Нодены практиковали искусственную деформацию черепа. Вскоре после рождения ребёнка к его голове привязывали специально приспособление, которое приводило к деформации черепа по мере роста ребёнка. Многие скелетные останки, найденные в Нодене, имели деформированные черепа, со скошенным лбом и затылком. Из 123 черепов, которые обнаружил археолог Хэмпсон, лишь 6 можно признать «нормальными», то есть без признаков деформации. Деформация черепа не влияла на функционирование мозга, но лишь на форму черепных костей. Эту же практику поддерживал ряд индейских племён и в исторические времена, в том числе и чокто, обитавшие позднее в тех же местах, хотя этот обычай во многом утратил популярность.

### Сельское хозяйство и рацион
Жители Нодены занимались интенсивным выращиванием кукурузы и других местных культур — таких, как боб, тыква, подсолнечник. Они также собирали дикорастущие растения — в частности, пекан и хурму. Участники экспедиции де Сото писали, что в этой местности было множество сельскохозяйственных полей, и что она была наиболее густонаселённой из всех посещённых ими местностей во «Флориде» (на юго-востоке современных США). Испанцы писали о рощах дикорастущих фруктовых и ореховых деревьев, которые жители Нодены оставляли, расчищая местность от других растений для засева кукурузы. Была также распространена охота на белохвостого оленя, белку, кролика, индейку и дикую утку. Из водных обитателей добывались панцирник, сом, горбыль и мидия.

### Язык
Население Нодены, скорее всего, говорило на одном из туникских или сиуанских языков. Известно, что индейцы племени туника проживали в этих местах во времена экспедиции де Сото, поэтому жители Нодены и других местных поселений эпохи де Сото могли относиться к носителям туникских языков, окружёнными носителями каддоанских языков с запада и юга. С другой стороны, во время прибытия Жака Маркетта в 1670-е годы он обнаружил здесь племя квапо, говорившее на одном из сиуанских языков. Попытки привязать местные стили керамики, а также индейские слова, упоминаемые в отчёте де Сото, к историческим племенам, пока безуспешны.